# امین ناصرالدین
امین ناصرالدین (؟ - ۱۹۵۳م) شاعر، زبان‌شناس و روزنامه‌نگار لبنانی بود. زاده و درگذشتهٔ روستای کفرمَتّی در شهرستان عالیه بود. به روزنامه‌نگاری پرداخت و روزنامهٔ الصفا را بنیان نهاد. معجم فی الإنسان و ما یخصه (فرهنگ‌نامه‌ای دربارهٔ انسان و آنچه ویژهٔ اوست)، معجم فی الکون أرضاً وسماءً (فرهنگ‌نامه‌ای در کائنات، زمین و آسمان)، دقائق العربیة، سه دیوان شعر و رُمانِ غادة بصری از آثار اوست.